# There’s Plenty of Room at the Bottom
There’s Plenty of Room at the Bottom (deutsch: „Es gibt viel Spielraum nach unten“) ist der Titel eines Vortrages, den der Physiker Richard Feynman am 29. Dezember 1959 am California Institute of Technology hielt. Dabei stellte er zahlreiche Ideen vor, wie Technologie auf mikroskopischer Ebene funktionieren könnte. Seine Vorschläge wurden später zur Grundlage der Nanotechnologie.

## Wesentliche Ideen der Rede

### Möglichkeiten der Datenspeicherung
Feynman legt dar, dass die theoretischen Möglichkeiten der Kompression von Daten auf kleine Räume noch lange nicht ausgeschöpft sind. Dabei verwendet er als Beispiel, dass man die gesamte Encyclopædia Britannica auf einem Stecknadelkopf speichern könnte und zwar so, dass die Auflösung der Schrift erhalten bliebe. Als Möglichkeit, in solchen Maßstäben zu schreiben, präsentiert Feynman die Elektronenstrahllithografie, ohne diesen Begriff zu verwenden.

„Wenn man im Jahr 2000 auf heute zurückblickt, wird man sich fragen, warum erst im Jahr 1960 jemand ernsthaft begann, in diese Richtung zu forschen.“

### Notwendigkeit besserer Elektronenmikroskope
Ein weiterer Punkt der Rede ist der Appell, die Auflösung der Elektronenmikroskope zu erhöhen. Dadurch könnten nach Feynman wesentliche biologische Mechanismen, wie z. B. die Entstehung von Mutationen, durch simple direkte Beobachtung aufgeklärt werden. Außerdem würden stärkere Elektronenmikroskope es ermöglichen, sehr kleine Datenabbilder zu lesen, sodass die Speicherkapazität pro verbrauchtem Raum zunehmen würde.

„Wir müssen das Elektronenmikroskop um das Hundertfache verbessern. Das ist nicht unmöglich; es widerspricht nicht den Gesetzen der Elektronenbeugung.“

Im Jahr 1999 schrieben der Chemiker Chad Mirkin und seine Kollegen den ersten Absatz von Feynmans Rede in Nano-Schrift auf „eine Fläche, die ein Tausendstel mal so groß ist wie die einer Nadelspitze“.

### Vorteile miniaturisierter Computer
Feynman schlägt auch vor, Computer zu miniaturisieren, sodass ihre Leitungen einen Durchmesser von ca. 10–100 Atomen hätten. Diese Marke ist heute in neuen Computermodellen erreicht worden. Es wird dargelegt, dass wegen der Unmöglichkeit, die Lichtgeschwindigkeit zu überschreiten, die Leitungslänge und somit die Größe der Computer möglichst klein sein sollten, um möglichst schnelle Berechnungen zu ermöglichen.

### Konstruktion von mikroskopischen Maschinen
Aufgrund der Schwierigkeiten, die z. B. bei der Reparatur von sehr kleinen Objekten bestehen, schlägt Feynman ferner vor, dass man mikroskopische Maschinen baut, die solche Arbeiten verrichten können. Diese Maschinen könnte man sehr klein gestalten: Wenn ein Auto maximal 4·10−4 Zoll von seinem Bauplan abweicht, und man dieses Auto um den Faktor 4.000 verkleinert, so entspricht die neue Abweichung vom Bauplan ca. zehn Atomen; dies ist laut Feynman im akzeptablen Bereich.
Eine Art und Weise, solch kleine Maschinen zu konstruieren, sah Feynman in einer stufenweise Verkleinerung der Produktionsmaschinen: Zunächst würde man automatische und steuerbare künstliche Hände bauen, die ein Viertel der Größe von normalen Händen hätten. Mit diesen könnte man dann automatische, steuerbare Hände bauen, die ein Sechzehntel der Größe von normalen Händen hätten. Diesen Vorgang könnte man so lange fortsetzen, bis man automatische und steuerbare Hände hätte, die hinreichend klein wären, um mikroskopische Maschinen zu konstruieren.
Bei diesem Vorgang könnte man auch je Iterationsstufe die Anzahl der automatischen Hände um den Faktor 10 erhöhen, d. h. eine automatische Hand der Größe {\displaystyle {\tfrac {1}{4^{k}}}} produziert zehn Hände der Größe {\displaystyle {\tfrac {1}{4^{k+1}}}}. Auf diese Weise könnte man ohne nennenswerte Materialkosten eine große Anzahl von mikroskopischen Fertigungsstätten errichten.

### Physikalische Molekülmanipulation
Feynman überlegt auch, ob es möglich wäre, anstatt chemischer Verfahren zur Manipulation und Herstellung von bestimmten Molekülen physikalische Methoden einzusetzen. Feynman räumt zwar ein, dass die Chemie so große Fortschritte machen würde, dass Chemiker schon in der Lage sein würden, fast alle Materialien zu synthetisieren, bevor ein solches physikalisches Verfahren erfunden werden könnte. Dennoch glaubt er, dass die Entwicklung eines solchen Verfahrens von theoretischem Interesse ist.

## Preisauslobung
Um die Forschung auf dem Gebiet der Nanotechnologie voranzutreiben, lobte Feynman zwei mit jeweils 1000 US-Dollar (in heutiger Rechnung ca. US-Dollar 10.000) dotierte Preise aus:
- für die Konstruktion eines Motors, der eine Drehbewegung ausführt und 1⁄64 Kubikzoll groß ist,
- und für die Miniaturisierung einer beliebigen Buchseite um den Faktor 25.000, sodass die miniaturisierte Version der Buchseite mit einem Elektronenmikroskop lesbar wird.

Beide Preise wurden inzwischen gewonnen.